# Алехандро Майоркас
Алехандро Майоркас (англ. Alejandro N. Mayorkas; нар. 24 листопада 1959) — американський правник і державний діяч кубинського походження, заступник міністра внутрішньої безпеки США (2013—2016), міністр внутрішньої безпеки США з 2 лютого 2021 року.
23 листопада 2020 року обраний президент США Джо Байден оголосив, що Майоркас займе в його адміністрації посаду міністра внутрішньої безпеки.
2 лютого 2021 року Сенат затвердив Алехандро Майоркаса міністром внутрішньої безпеки. Отримав 57 голосів «за», «проти» — 43.

## Біографія
Народився 1959 року в Гавані. Наприкінці 1960 року разом з батьками і сестрою емігрував до США. Родина мала статус політичних біженців після Кубинської революції. Спочатку Алехандро з родиною мешкав у Маямі, потім переїхав до Лос-Анджелеса.
Закінчив Каліфорнійський університет в Берклі (1981) та Університет Лойоли Мерімаунт (1985).
Одружений, має трьох доньок.